# Tulebras
Tulebras – gmina w Hiszpanii, w Nawarze, o powierzchni 3,81 km². W 2011 roku gmina liczyła 127 mieszkańców.